# Feliks Bekierski
Feliks Bekierski herbu Jastrzębiec – chorąży zwinogrodzki w 1758 roku, stolnik winnicki w 1757 roku, miecznik bracławski.